# Cevio
Cevio, in der alpinlombardischen Ortsmundart Scevi, Cevi [ˈʃevi, ˈtʃevi], ist eine politische Gemeinde im Schweizer Kanton Tessin und zugleich Hauptort des Kreises Rovana und des Bezirks Vallemaggia.

## Geographie
Cevio liegt 23 km nordwestlich von Locarno im oberen Maggiatal. Der Talboden entlang der Maggia bildet eine gut erhaltene natürliche Flusslandschaft und ist als Auenschutzgebiet Maggia ein Schutzgebiet von nationaler Bedeutung.
Im Jahr 2009 waren 37,1 % des Gemeindeareales von 151,31 km² von Wald und Gehölz bedeckt. Über die Hälfte (genau 56,0 %) waren unproduktive Flächen (meist Bergland), 6,0 % landwirtschaftliche Nutzfläche und 1,0 % Siedlungsgebiet.
Die Gemeinde besteht neben dem Taldorf Cevio noch aus den Dörfern Bignasco und Cavergno sowie einigen Weilern und isoliert stehenden Häusergruppen im Bavonatal. Die Weiler sind (von Südosten nach Nordwesten) Mondada, Fontana, Alnedo, Sabbione, Ritort (Ritorto), Foroglio, Rosed (Roseto), Fontanelada (Fontanellata), Faed (Faedo), La Bola, Sonlèrt (Sonlerto), San Carlo.
Nachbargemeinden sind in der Schweiz Bedretto, Lavizzara, Maggia, Bosco/Gurin, Campo (Vallemaggia), Linescio und Cerentino sowie auf italienischem Territorium Formazza.

Bergstrasse nach Linescio. Historisches Luftbild von Werner Friedli (1954)

## Geschichte
Eine Dorfgenossenschaft (vicinia) ist erstmals 1230 belegt. Im 15. Jahrhundert bildeten Cevio, Cavergno, Bignasco und die Gemeinden des Valle di Campo die Landschaft (comunità) Rovana superior. 1858 wurde die Gemeinde Linescio von Cevio abgetrennt.
Am 22. Oktober 2006 fusionierte Cevio mit Cavergno und Bignasco zur Gemeinde Cevio. Die schon per 23. Januar 2005 geplante Fusion musste zurückgestellt werden, da noch eine Klage vor dem Bundesgericht hängig war. Im April 2006 wurde die Beschwerde der Gemeinde Bignasco gegen die Zwangsfusion durch das Bundesgericht jedoch abgewiesen. Cevio bildet aber nach wie vor eine eigenständige Bürgergemeinde; sie umfasst auch Linescio.

## Bevölkerungsentwicklung
Zwischen 1801 und 1850 wuchs die Bevölkerung stark an, vor allem wegen der Funktion von Cevio als Oberzentrum des Tales. Bis 1888 ging die Einwohnerzahl zwar zurück, jedoch geringer als in anderen Gemeinden des Maggiatals. Gegen Ende des 19. Jahrhunderts setzte die grosse Auswanderungswelle in die Zentren des Tessins und nach Übersee (Kalifornien, Australien) ein (1888–1920: − 36 %).
In den 1940er- und 1960er-Jahren gab es erneut ein Bevölkerungswachstum (1941–1970: + 61 %), dem zwischen 1970 und 1990 eine weitere grosse Auswanderungswelle (1970–1990: − 27 %) in urbanere Regionen des Tessins folgte. Einem starken Wachstum in den 1990er-Jahren (1990–2000: + 20 %) folgte wiederum ein Bevölkerungsrückgang kleineren Umfangs (2000–2004: − 4,2 %).
Einwohnerzahlen: Volkszählungsdaten
Zahlen bis 1850 inkl. Linescio (Abtrennung von Cevio 1858)
Zahlen für 2006, 2010 und 2020 inkl. Bignasco und Cavergno (Fusion mit Cevio am 22. Oktober 2006)

### Sprachen
In Cevio wird eine lombardische Mundart gesprochen, die sich stark vom Standarditalienisch unterscheidet. Bei der letzten Volkszählung im Jahr 2000 gaben 77,87 % (1970 noch 95,73 %) Italienisch als Hauptsprache an. Weitere 10,87 % (1970 noch 1,42 %) sprachen Deutsch, 4,23 % (1970 noch 2,31 %) Spanisch.

### Religionen – Konfessionen
In früherer Zeit gehörte die gesamte Einwohnerschaft der römisch-katholischen Kirche an. Im Jahr 2000 waren 78,27 % römisch-katholische (Bistum Lugano), 7,66 % evangelisch-reformierte (Chiesa evangelica riformata nel Ticino) und 1,61 % orthodoxe Christen. 5,63 % bezeichneten sich als konfessionslos und 1,81 % als Muslime. 4,62 % der Einwohner machten keine Angabe zu ihrem Glaubensbekenntnis. Die Muslime sind bosnischer und albanischer Herkunft.

### Herkunft – Nationalität
Ende 2020 waren 85,3 % Schweizer Bürger. Die grössten Einwanderergruppen kommen aus Italien, Spanien, Portugal, Bosnien-Herzegowina und Sri Lanka. Der für die Region relativ hohe Anteil von Zugewanderten ist auf die grosse Zahl von Arbeitsplätzen in Industrie (Steinbrüche) und Gesundheitswesen (Spital) zurückzuführen.

## Politik
Der Gemeinderat (consiglio comunale) bildet die Legislative und besteht aus 25 Personen. Gemeindepräsidentin ist seit 2021 Moira Medici.

## Wirtschaft
Cevio ist einer der wenigen Orte im Maggiatal mit einer Minderheit von Berufspendlern. 120 Erwerbstätige (= 57,4 %) arbeiten in der eigenen Gemeinde. Von den 89 Wegpendlern verdient die Mehrheit ausserhalb des Maggiatals ihr Geld – vor allem in Locarno, Losone, Bellinzona und Minusio. Cevio könnte unschwer allen Arbeitssuchenden der Gemeinde einen Erwerb bieten, denn den 89 Wegpendlern stehen nicht weniger als 235 Zupendler gegenüber. So sind von den 355 Erwerbstätigen in Cevio nur ein Viertel (25,1 %) Einheimische. Die Steinbrüche, das Bezirksspital und die öffentliche Verwaltung bieten vielen Menschen einen Arbeitsplatz. Die Landwirtschaft (Ackerbau, Weinbau und Viehzucht) ist kaum noch von Bedeutung.

## Verkehr
Die Gemeinde lag von 1907 bis 1965 an der Linie der Locarno-Ponte Brolla-Bignasco-Bahn. Seit der Umstellung auf Busbetrieb ist Cevio auf der Hauptstrasse 407 durch die Linie 315 der FART, Locarno – Cavergno, ans Netz des öffentlichen Verkehrs angeschlossen. Die ehemalige Eisenbahn-Fachwerkbrücke bei Visletto wurde restauriert und dient seither als Fussgänger- und Velobrücke.
Cevio ist Ausgangspunkt der Postautolinien Cevio – Bosco/Gurin und Cevio – Cimalmotto. Die Strasse von Locarno ins Maggiatal ist wintersicher.
Bei einem extremen Hochwasser der Maggia am 30. Juni 2024 fiel ein Teil der Strassenbrücke bei Visletto zusammen. Die Schweizer Armee baute danach eine Mabey-Johnson-Hilfsbrücke auf, um den Strassenverkehr in das obere Maggiatal wieder zu ermöglichen.

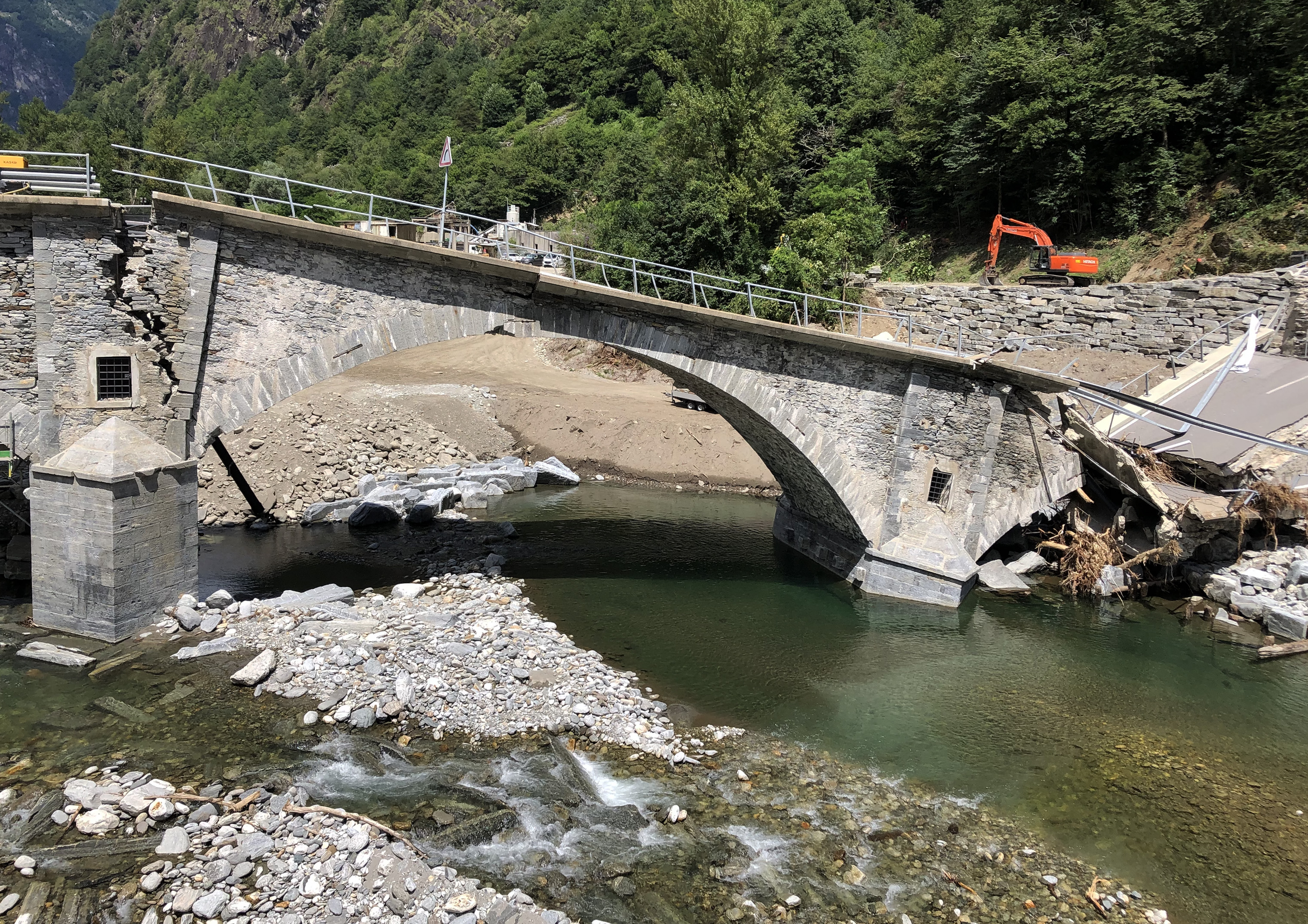
Am 30. Juni 2024 teilweise zerstörte Maggiabrücke von Visletto
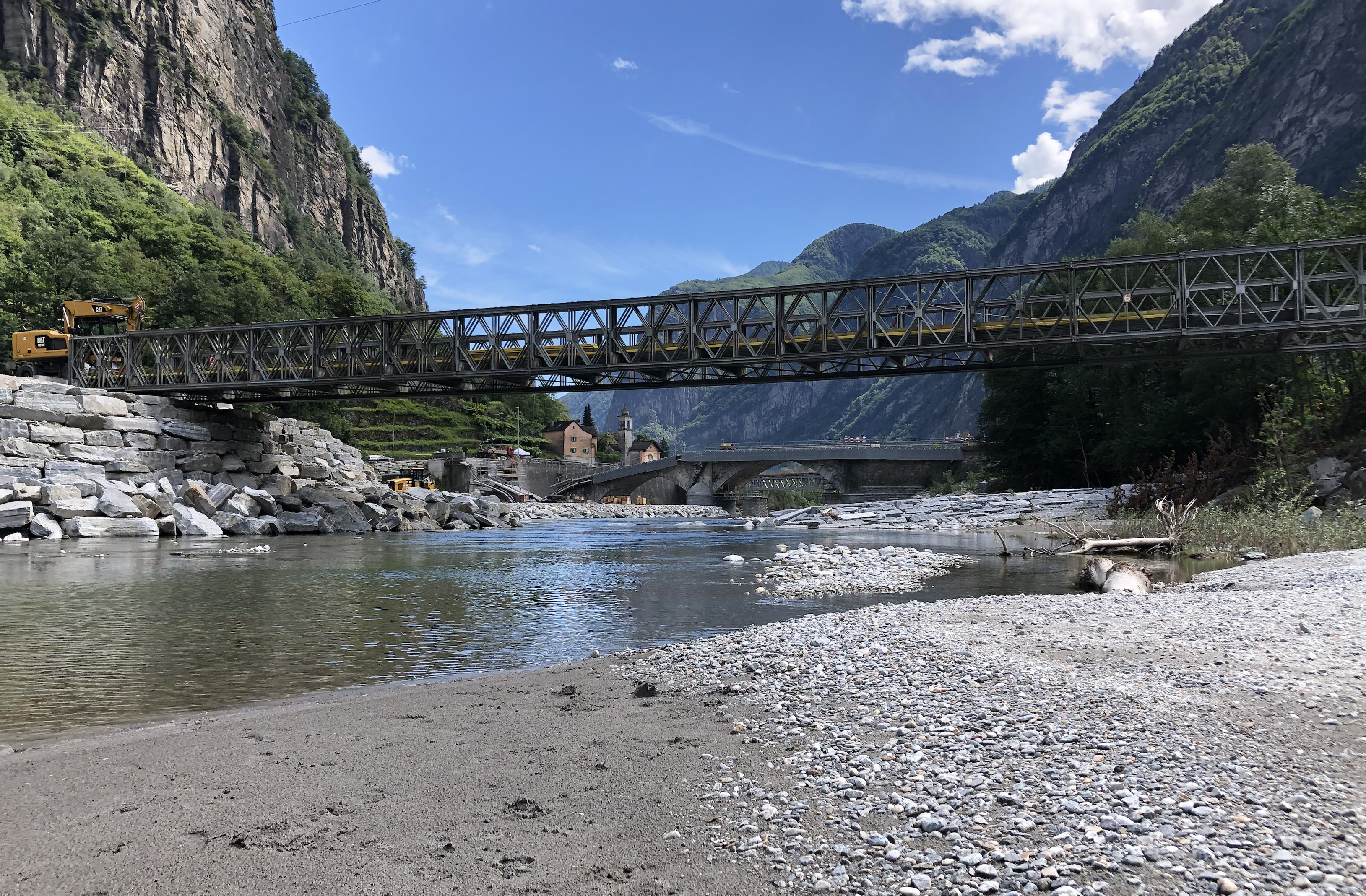
Hilfsbrücke der Armee

## Sehenswürdigkeiten
Cevio Vecchio
- Pfarrkirche Santi Maria Assunta e Giovanni Battista, Zentralbau aus dem 16. Jahrhundert mit Erweiterungen und Umbauten aus dem 17., 19. und frühen 20. Jahrhundert; Beinhaus von 1739[16]
- Case Franzoni, stattliche Gruppe herrschaftlicher Häuser aus dem 16. bis 18. Jahrhundert[16]
- Palazzo Franzoni (heute Museum des Maggiatals, 1. Ausstellungsgebäude), erbaut 1630, mit Wand- und Sgraffito-Malereien von 1688[16]
- Casa Franzoni, mit zweiarmiger Treppe und Portal sowie freskierten Wappen aus dem 18. Jahrhundert[16]
- Casa Respini-Moretti (heute Museum des Maggiatals, 2. Ausstellungsgebäude), erbaut im 17. und umgebaut im 18. Jahrhundert[16][17]

Cevio Piazza
- Dorfplatz, erbaut nach dem Baureglement von 1833[16]
- Casa Calanchini-Respini già Franzoni, erbaut im 17. Jahrhundert, früherer Wohnsitz der Landvögte[16][18]
- Villa Respini, erbaut 1890, mit raffinierter Dekorationsmalerei[16]
- Pretorio, ehemaliges Vogteigebäude aus der Mitte des 16. Jahrhunderts, mit freskierten Wappen der Kantone und der Landvögte aus dem 17. und 18. Jahrhundert[16][19]

Rovana
- Kirche Beata Vergine del Ponte, 1615 erbaut, enthält eine der reichsten Stuckdekorationen des Sopraceneri[16][20]

Visletto
- Ponte di Visletto
- Denkmal für die Opfer des Eisenbahnunfalls von Visletto von 1931, enthält ein Bronzerelief von Remo Rossi

## Kultur
- Associazione per la Protezione del Patrimonio Artistico e Architettonico di Valmaggia (APAV)[21]
- Associazione del Museo di Valmaggia[22]

## Bilder

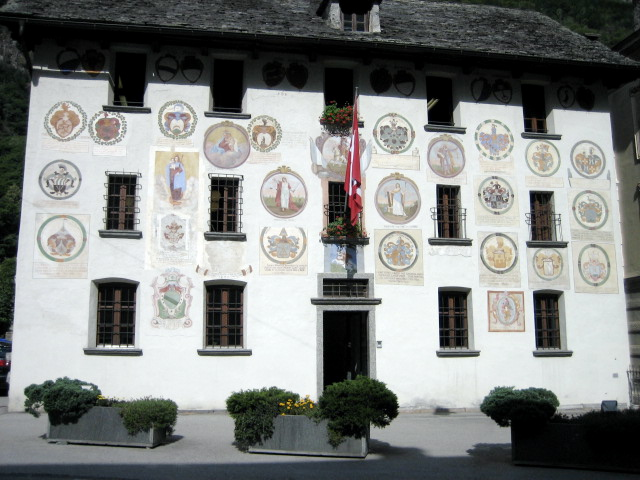
Pretorio
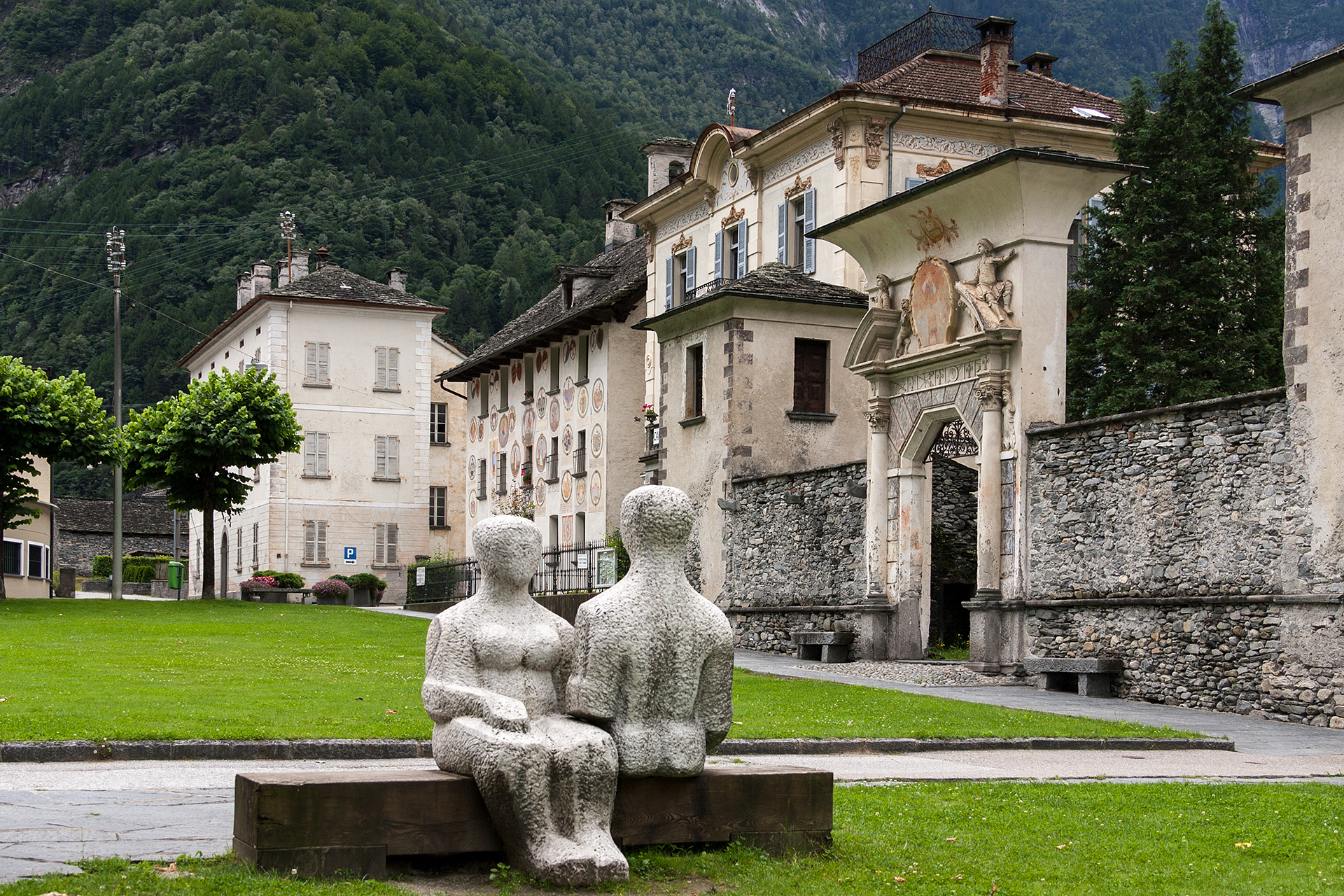
La Piazza (Dorfplatz)
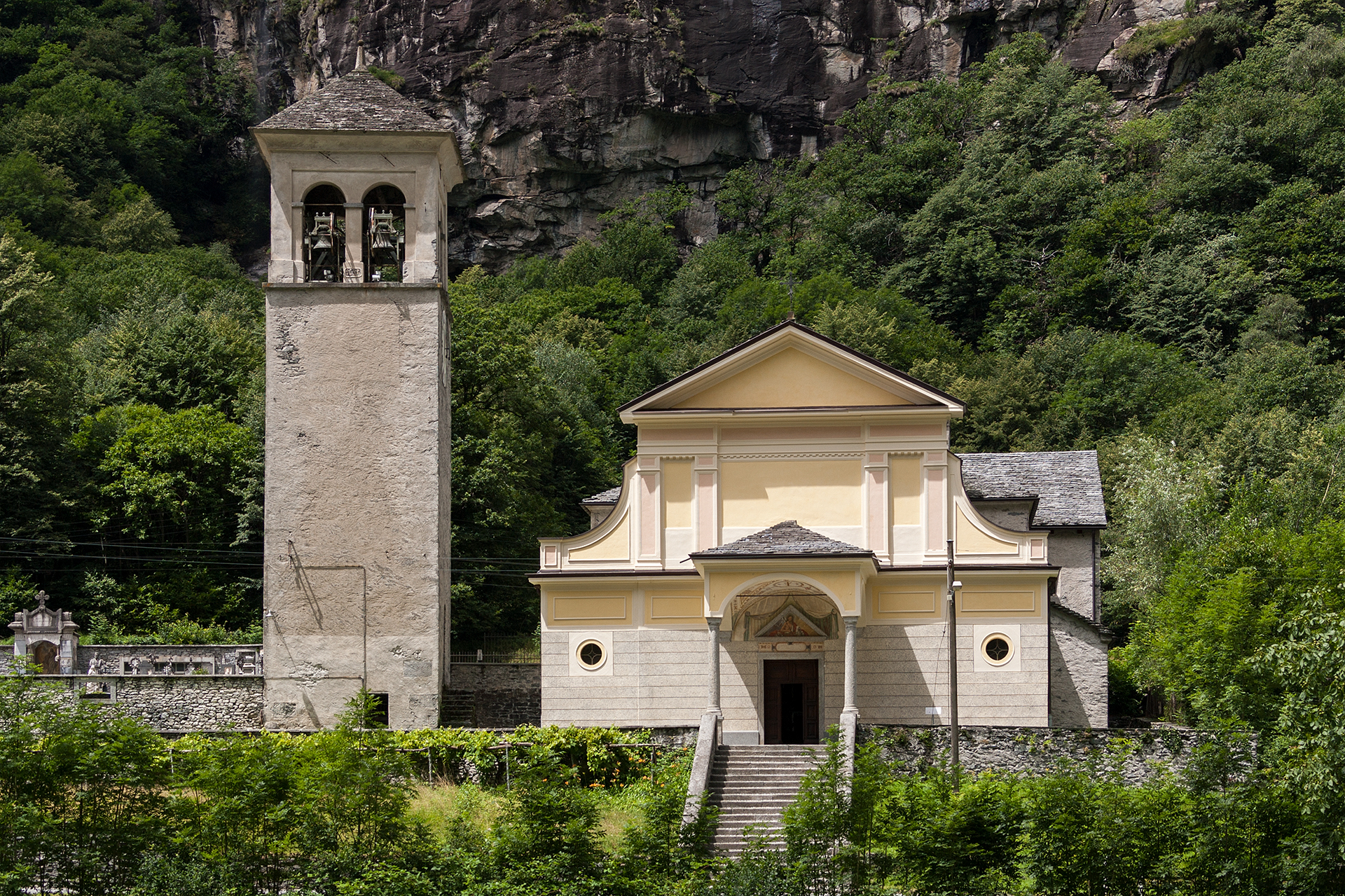
Pfarrkirche San Giovanni Battista
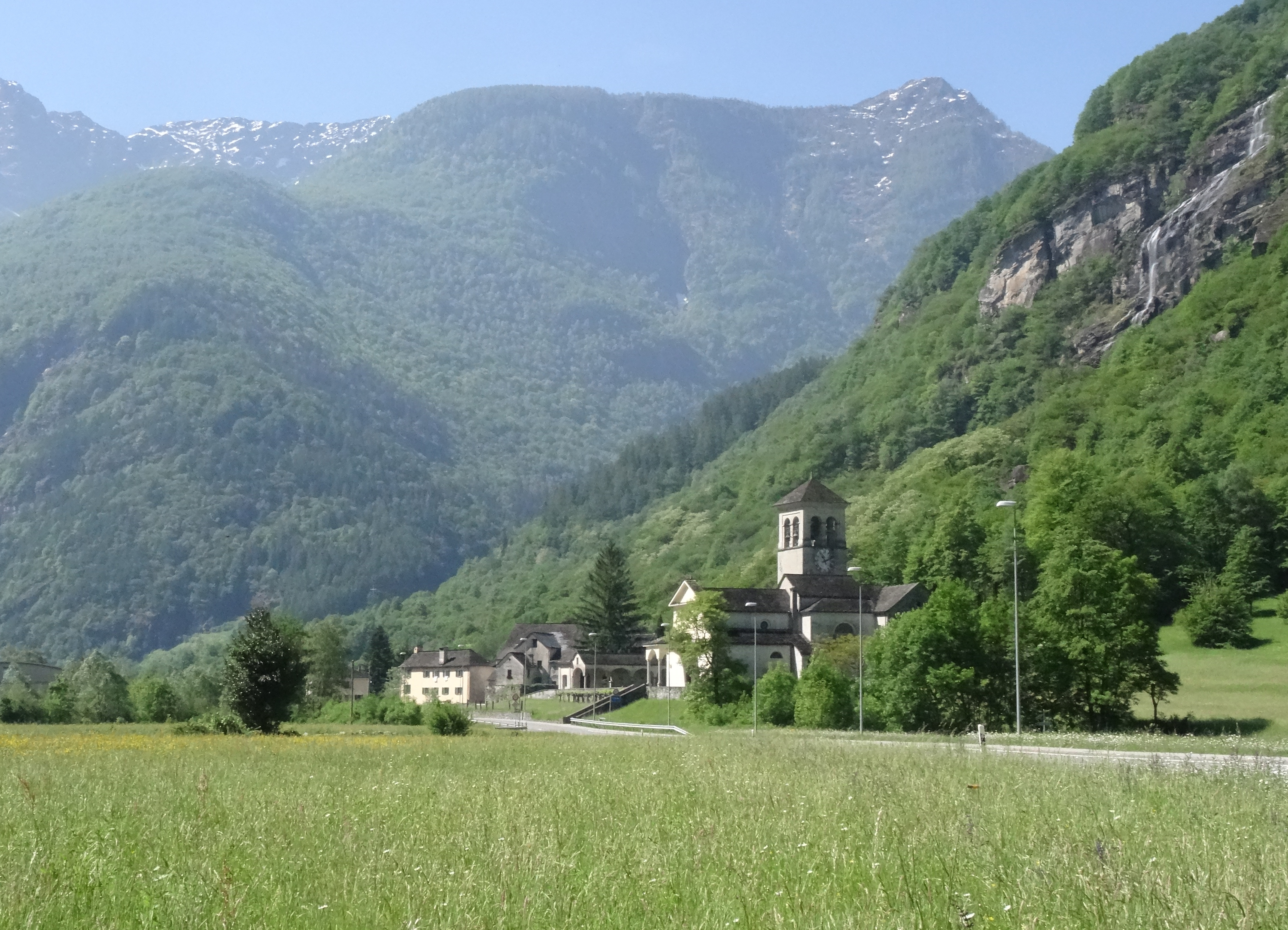
Nördlicher Dorfeingang
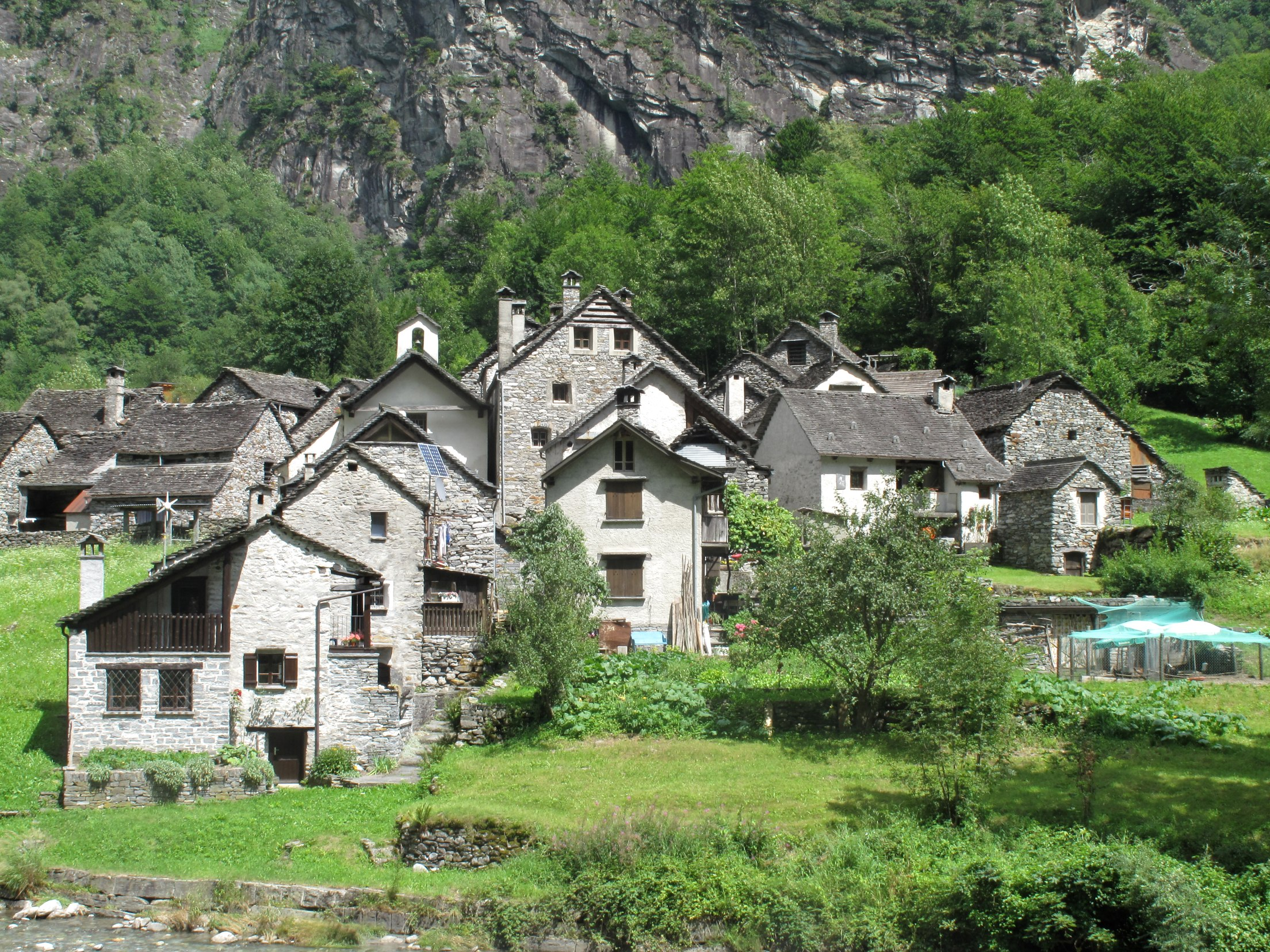
Weiler Roseto
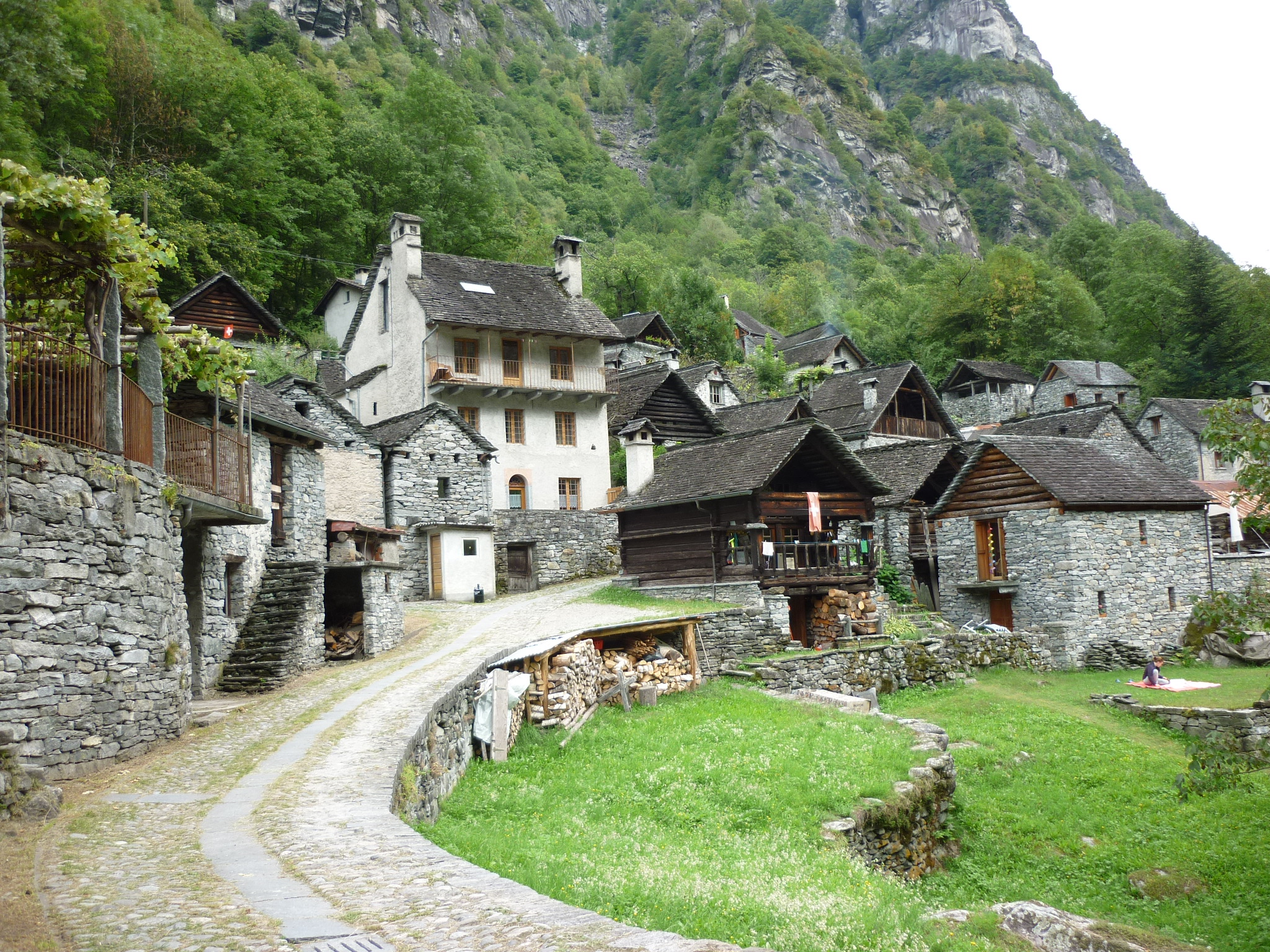
Weiler Fontana
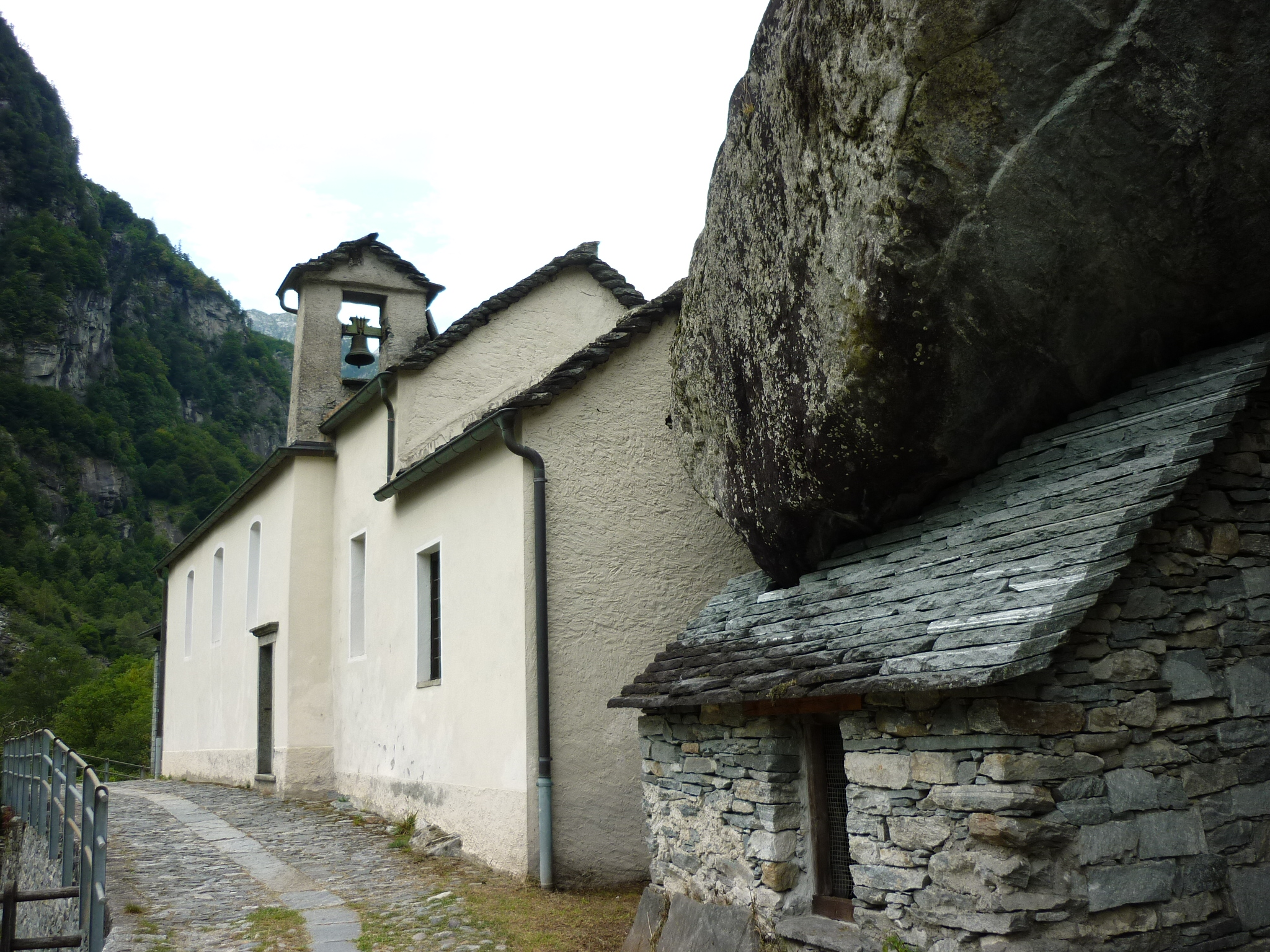
Oratorium Madonna della Cintura in Fontana
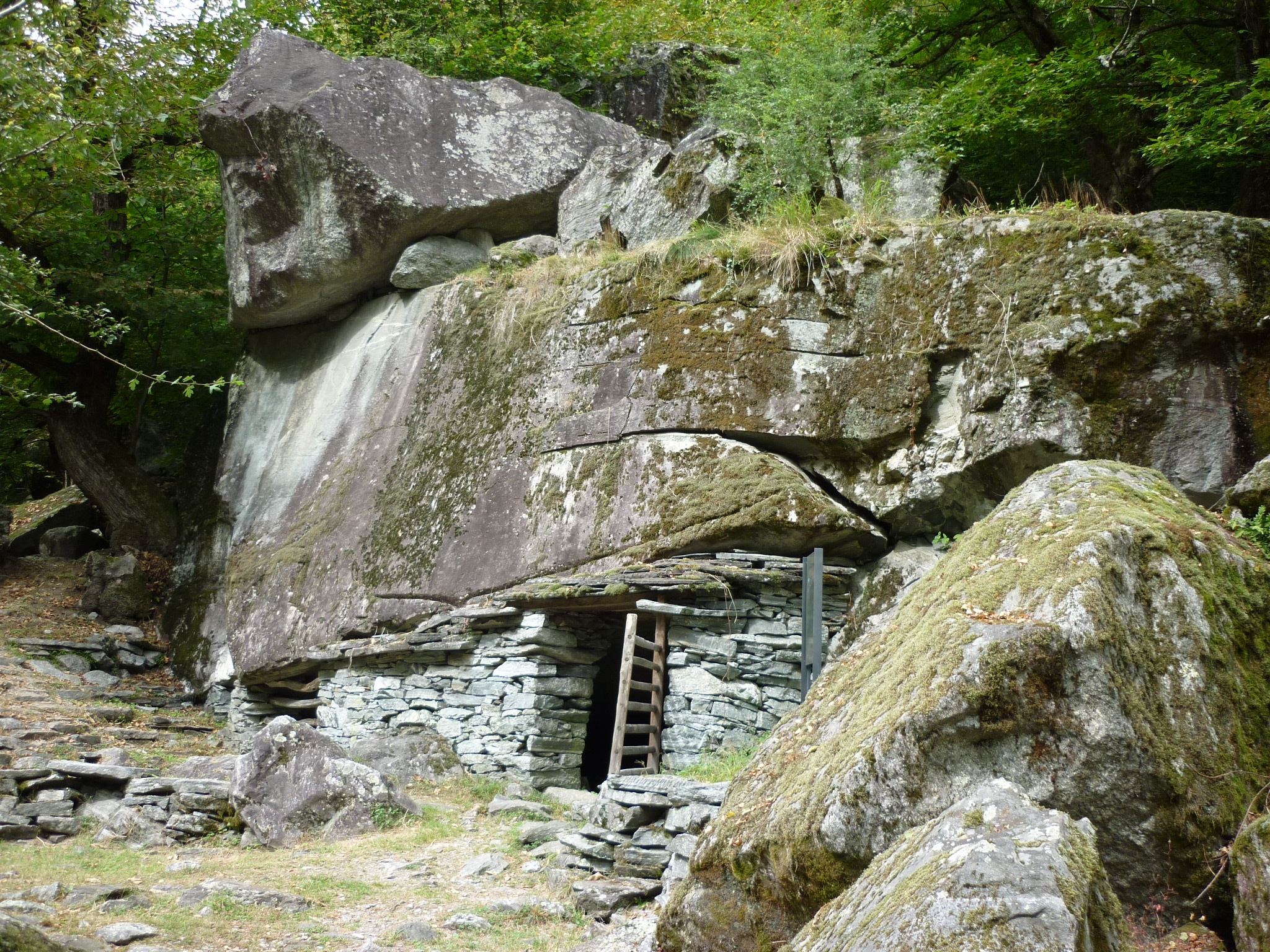
Splüi (Grotte) di Inselmitt in Sabbione
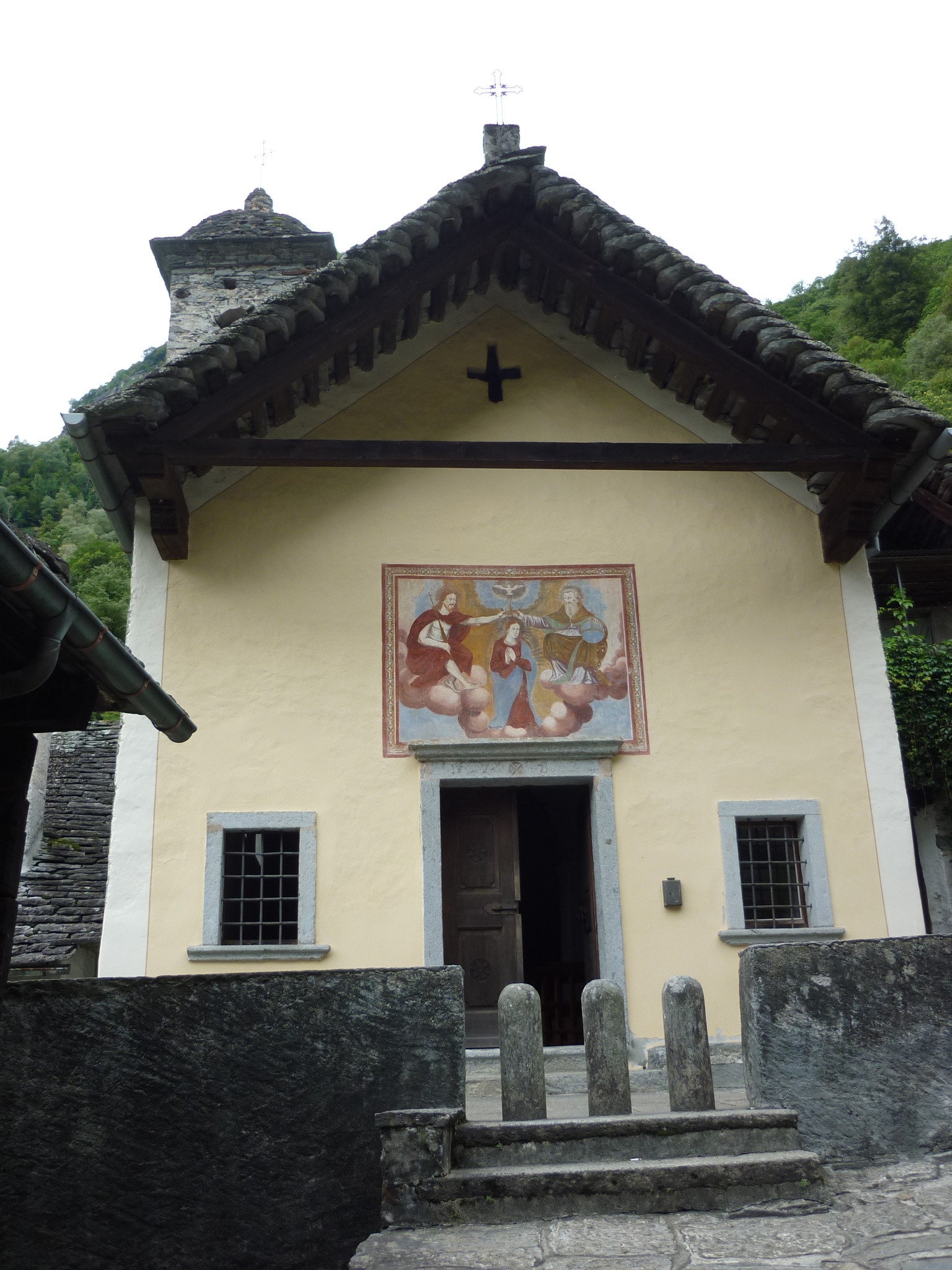
Oratorium Beata Vergine Maria in Foroglio
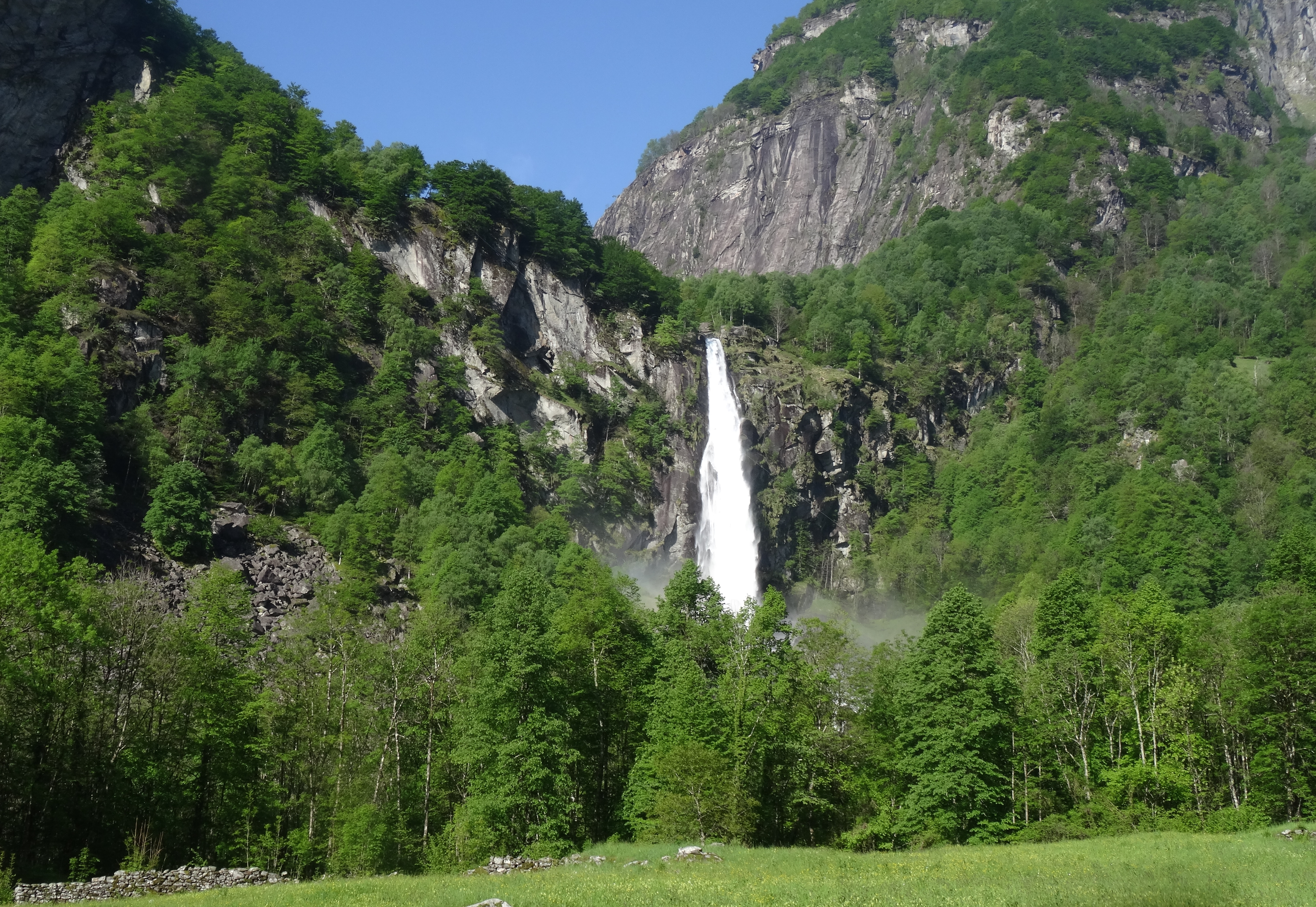
Wasserfall Foroglio
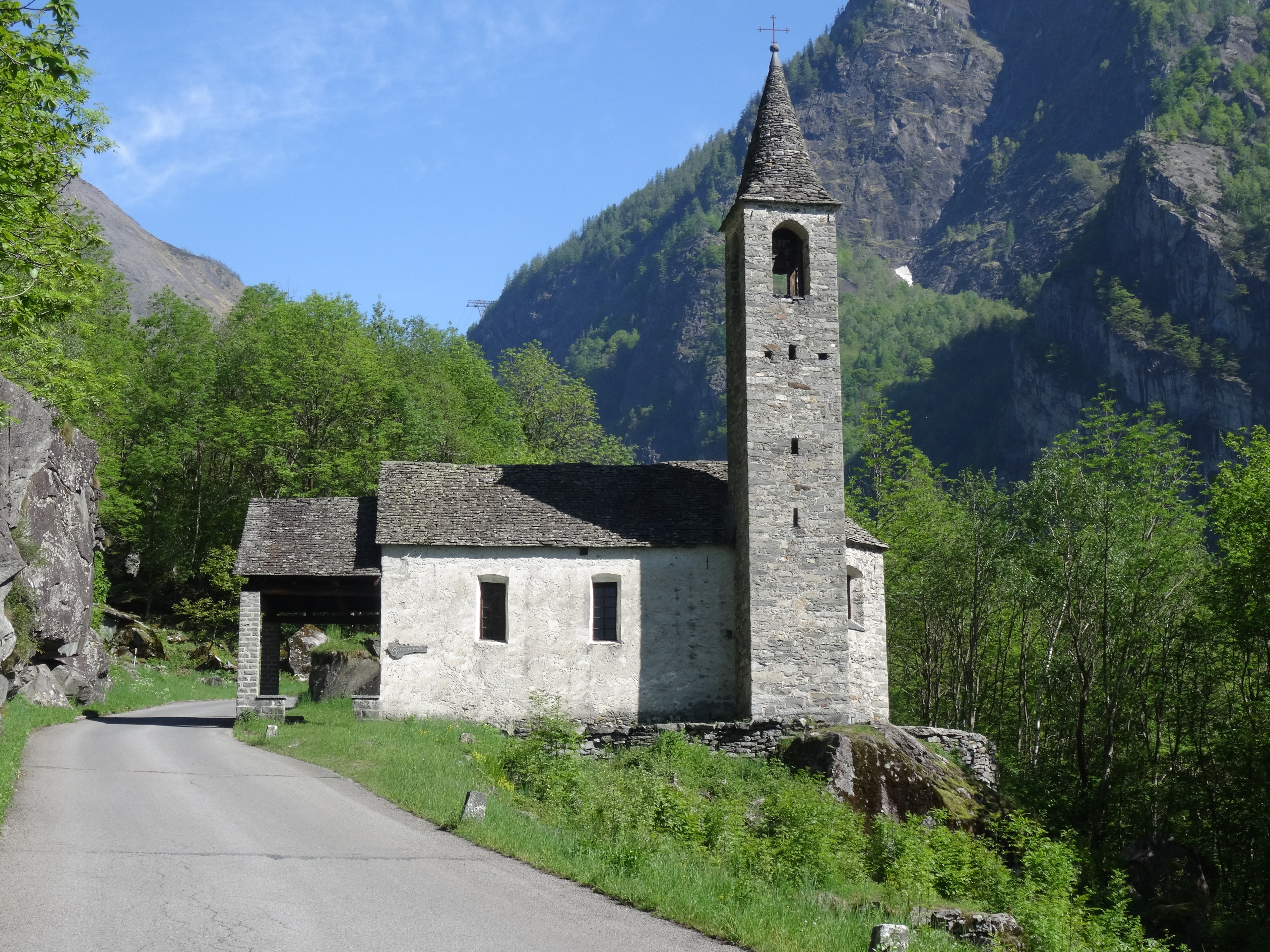
Oratorium Santa Maria delle Grazie in Gannariente
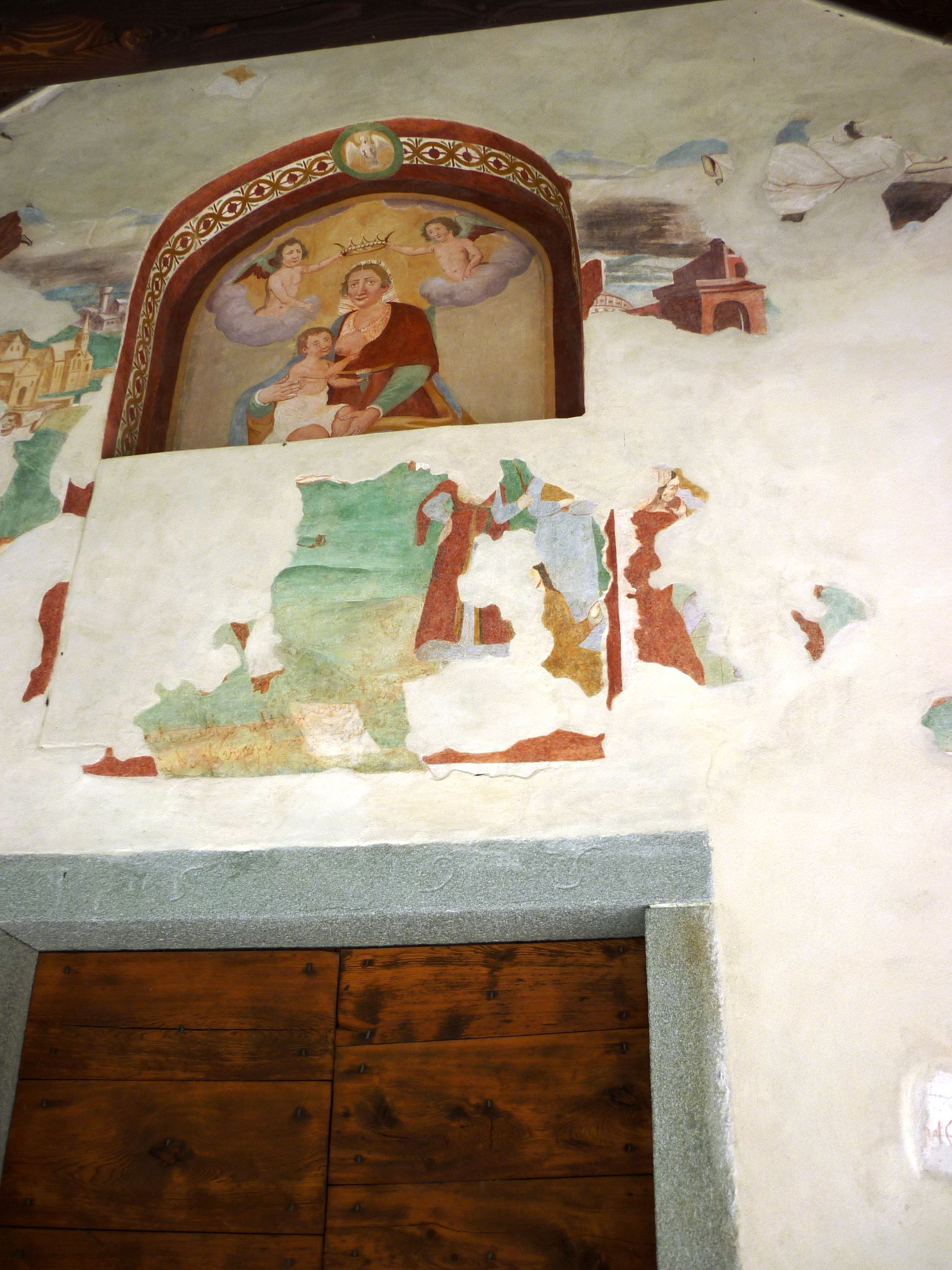
Oratorium Gannariente, Fresken (1595)